# Dolina Czarna Jaworowa

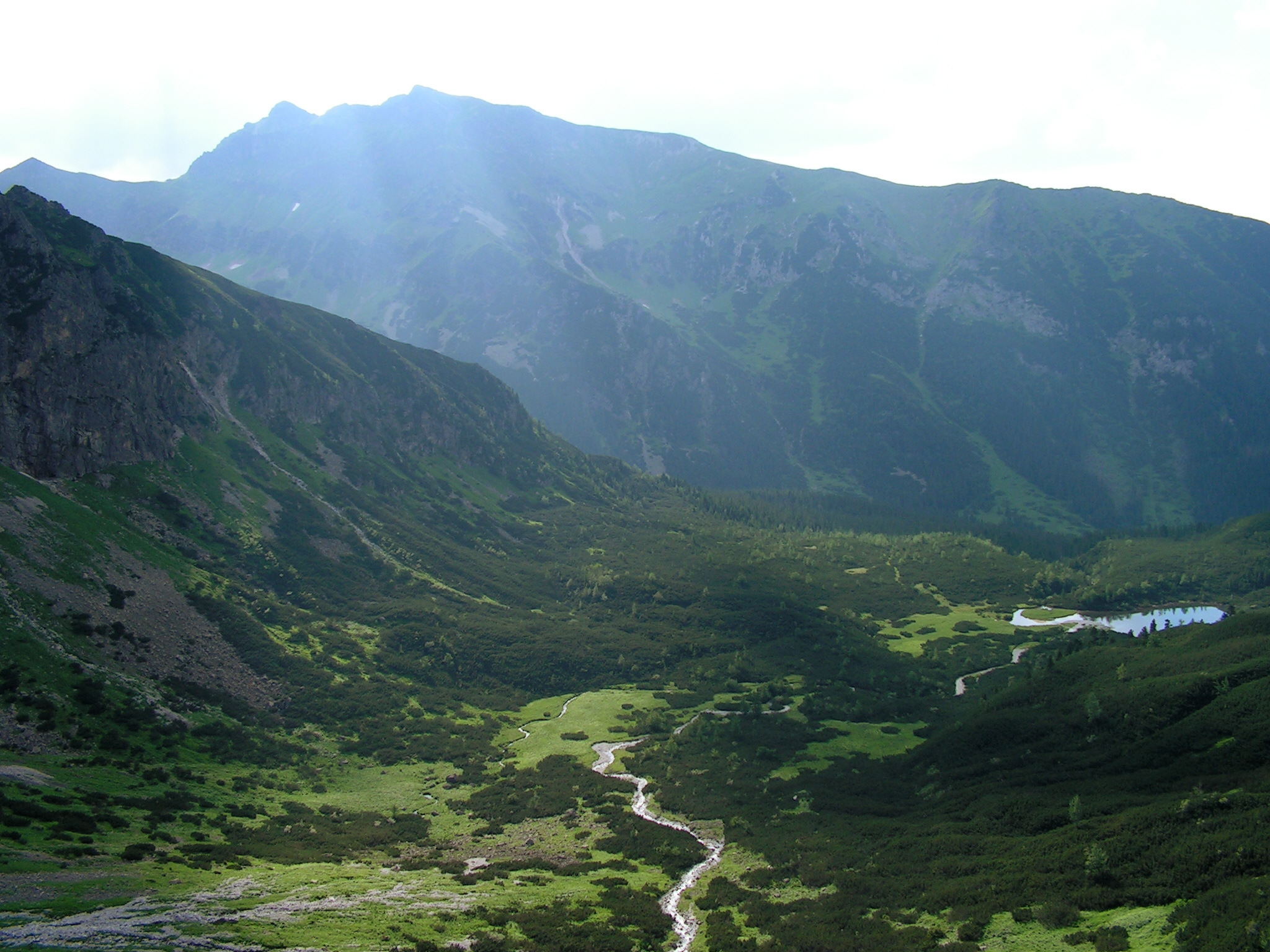
Dolina Czarna Jaworowa

Dolina Czarna Jaworowa (słow. Čierna Javorová dolina, niem. Tal des Javorinaer Schwarzen Sees, węg. Javorinai Fekete-tó völgy) – wschodnie odgałęzienie położonej na terenie Słowacji tatrzańskiej Doliny Jaworowej (Javorová dolina). Odchodzi od niej w jej środkowej części i ma długość ok. 3,0 km.
Krajobraz doliny od dawna urzekał turystów, którzy uznawali ją za jedną z najpiękniejszych w Tatrach. Chociaż nie leży w granicach rezerwatu przyrody, nie prowadzi przez nią żaden ze znakowanych szlaków turystycznych. Dostępna jest jedynie dla taterników.
Dolina Czarna Jaworowa graniczy:
- od południa z Doliną Suchą (Suchá dolina), rozdziela je poszarpana Kapałkowa Grań, oraz z Doliną Pięciu Stawów Spiskich (kotlina Piatich Spišských plies), rozdziela je główna grań Tatr na odcinku od Lodowego Zwornika (Zadný Ľadový štít) przez Śnieżny Szczyt (Snehový štít) do Wyżnego Baraniego Zwornika (Vyšná Barania strážnica),
- od wschodu z Doliną Dziką (Veľká Zmrzlá dolina), rozdziela je główna grań Tatr od Wyżniego Baraniego Zwornika do Czarnego Szczytu (Čierny štít), oraz z Doliną Jastrzębią (Malá Zmrzlá dolina), rozdziela je główna grań Tatr od Czarnego Szczytu do Kołowego Szczytu (Kolový štít),
- od północy z Doliną Kołową (Kolová dolina), rozdziela je boczna grań Świnki (Svinka), tzw. Bździochowa Grań odchodząca od Kołowego Szczytu na północny zachód.

Dolina Czarna Jaworowa w środkowej i górnej części rozgałęzia się w mniejsze odnogi, z których największa i najciekawsza jest Dolina Śnieżna (Ľadová dolinka). Odchodzi ona od niej w kierunku południowo-wschodnim, wcinając się pomiędzy Kapałkową Grań a odchodzącą od Śnieżnego Szczytu Śnieżną Grań (hrebeň Snehových veží). Dolina wznosi się trzema progami aż pod północną ścianę masywu Lodowego Szczytu. Dno tej doliny pokrywa wieczny śnieg, pola firnowe o cechach wspólnych z lodowcami.
Na wysokości 1493 m n.p.m., w środkowej części doliny, wśród kosodrzewiny położony jest Czarny Staw Jaworowy (Čierne Javorové pleso), a jej dnem płynie Czarny Potok Jaworowy (Čierny potok) z kaskadą Czarnej Siklawy (Čierny vodopád) utworzonej na tzw. Czarnych Spadach.
Od dawna do doliny przybywali myśliwi (zwłaszcza z Jurgowa) i poszukiwacze skarbów. Pierwszą potwierdzoną osobą w Dolinie Czarnej był Stanisław Staszic (1804). W zimie jako pierwsi dotarli do doliny Wiesław Stanisławski i Henryk W. Mogilnicki 26 grudnia 1930 r.